# Hydrolithon breviclavium
Hydrolithon breviclavium (Foslie) Foslie, 1909  é o nome botânico  de uma espécie de algas vermelhas pluricelulares do gênero Hydrolithon, família Corallinaceae, subfamília Mastophoroideae.
- São algas marinhas encontradas nas ilhas Fiji, Havaí e Seychelles.

## Sinonímia
- Goniolithon breviclavium   Foslie, 1907